# Steven Englund
Pour les articles homonymes, voir Englund.
Steven Englund (né en 1945) est un historien américain, auteur de plusieurs ouvrages sur Napoléon Ier. Il a été le confident et le biographe de Grace Kelly.

## Biographie

### Éducation
Steven Englund est un historien américain qui a vécu en Californie avant de rejoindre la France, où il vit désormais. Il a étudié à l'université de Dijon et à celle de Cambridge, avant de passer son doctorat à l'Université de Princeton.

### Carrière
Il a été correspondant du Time Magazine et a rédigé l'essentiel du National Agenda for the Eighties du président Jimmy Carter. À Paris, il a été directeur associé à l’École des Hautes Études en Sciences Sociales (EHESS), ainsi que lecteur invité sur la Révolution française à l'Université de Paris VIII/Saint-Denis.
Steven Englund enseigne l'histoire à l'American University of Paris depuis 2007.
Il fut le confident et le biographe de Grace Kelly.

## Napoléon
Sa biographie de Napoléon a reçu le Russell Major Award de l'American Historical Association du meilleur ouvrage d'histoire française en 2004, et est considérée comme l'un des meilleurs ouvrages parus sur Napoléon Bonaparte à ce jour. La première partie de son livre 'Napoleon, A political life', entièrement consacrée à la jeunesse du futur empereur des Français, consiste en une analyse très poussée de la formation idéologique (et caractérielle) du jeune Napoleone di Buonaparte, qui préfigure le destin exceptionnel qu'allait connaître le jeune aristocrate corse. Ayant tout d'abord été un ardent soutien de Pascal Paoli (le père de la Corse), il s'éloigne de celui-ci pour devenir jacobin et soutenir la Révolution française, en proie aux invasions étrangères. Napoléon Bonaparte sera un grand admirateur de celui qu'on appela "L'incorruptible": Maximilien de Robespierre. 
La suite du livre est une minutieuse enquête sur le comportement politique de Bonaparte à travers les années, d'où ressort la certitude que la France ait connu avec Bonaparte l'une de ses périodes les plus glorieuses grâce à un homme d'exception.